# 科林斯 (喬治亞州塔特納爾縣)
科林斯（英語：Collins）是一個位於美國喬治亞州塔特納爾縣的城市。

## 地理
科林斯的座標為32°10′43″N 82°06′36″W / 32.17861°N 82.11000°W，而該地的平均海拔高度為70米（即230英尺）。

## 人口
根據2010年美國人口普查的數據，科林斯的面積為2.70平方千米，當中陸地面積為2.70平方千米，而水域面積為0.00平方千米。當地共有人口584人，而人口密度為每平方千米216.3人。